# 가쓰야마 공원 (기타큐슈시)
가쓰야마 공원(勝山公園)은 일본 후쿠오카현 기타큐슈시 고쿠라키타구 조나이에 있는 공원이다. 고쿠라성을 중심으로 형성된 공원으로, 기타큐슈시 도심부에 있다.
벚꽃 개화 시기에는 고쿠라성 벚꽃 축제가 개최되며, 밤 벚꽃 구경을 위한 등롱이 점등된다.
가쓰야마 공원은 고쿠라 육군 조병창 부지의 일부였던 곳으로, 원폭 투하 목표지였던 곳이었지만 나가사키시로 바뀌었다. 이러한 역사적 경위로부터, 공원 내에 나가사키의 종(1973년에 나가사키시에서 증정된 종의 복제본)이 설치되어, 매년 8월 9일의 나가사키 원폭의 날에는 기타큐슈 시민에 의한 위령 축제가 행해지고 있다. 2022년 4월, 전쟁의 비참함과 평화의 소중함을 후세에 전하기 위한 기타큐슈시 평화의 마을 박물관이 개관했다.

## 공원 내 시설
- 고쿠라성
- 기타큐슈 시립 고쿠라성 정원
- 기타큐슈 시립 중앙도서관
- 기타큐슈 시립 문학관
- 기타큐슈 시립 마쓰모토 세이초 기념관
- 기타큐슈시 평화의 마을 박물관